# جامعه روشنفکران یهودی
جامعه روشنفکران یهودی یا جامعه روشنفکران کلیمی مهم‌ترین سازمان انقلابی یهودیان ایران بود که در سال ۱۳۵۷ و با هدف ایجاد رابطه بین انقلابیون و یهودیان ناراضی از حکومت محمدرضا پهلوی تشکیل شد. این سازمان تا سال ۱۳۶۸ به فعالیت ادامه داد. از این زمان فعالیتهای جامعه روشنفکران کلیمی به انجمن کلیمیان منتقل گردید.

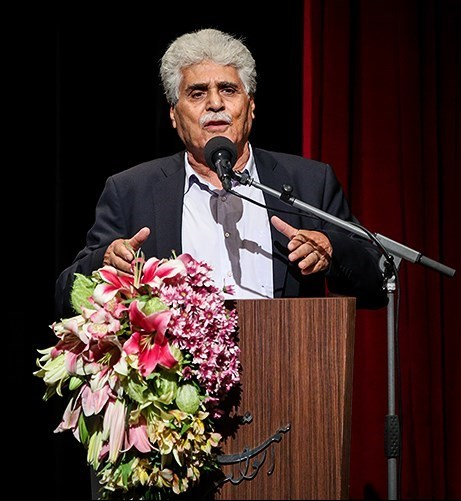
هارون یشایایی بعد از انقلاب به فعالیتهای سینمایی ادامه داد و تبلی‌فیلم به پخشیران تغییر نام داد.

## تاریخچه
در میان مخالفان حکومت پهلوی، یهودیان چپ‌گرا و یهودیانی که به حزب توده تمایل داشتند نیز نقش به سزایی داشتند. برخی از این افراد در دانشگاه‌ها که اکثراً به شدت چپ‌گرا بودند به دیدگاه‌های مارکسیستی تمایل پیدا کردند. به‌طور مثال یکی از اعضای جامعه یهودیان ایران ادنا ثابت، در دانشگاه صنعتی شریف (آریامهر) به جنبش فدائیان خلق ملحق شد و به فعالیتهای چریکی ضد شاه پرداخت. ادنا بعدها به سازمان مجاهدین خلق پیوست و بعد از انقلاب دستگیر و اعدام شد.

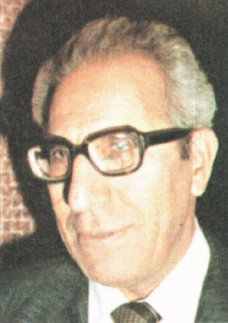
عزیز دانش راد در سال ۱۳۵۷.

دو فعال اصلی جامعه یهودیان ایران، هارون یشایایی و عزیز دانش راد که هر دو عضو حزب توده بودند، به سبب فعالیتهای ضد حکومت پهلوی چندین بار زندانی شده بودند. این دو در زندان روابط خوبی با انقلابیون ایران که اکثراً دیدگاه‌های مثبتی نسبت به فعالیتهای چپگرا داشتند برقرار کردند و بعد از آزادی فعالیتهای خود را بر جامعه یهودیان ایران برای همراه کردن آنها با انقلاب ۵۷ متمرکز کردند. این افراد معتقد بودند که انقلاب برای جامعه یهودیان ایران می‌تواند مفید باشد. افرادی نظیر یعقوب برخوردار، کامران بروخیم، هوشنگ مِلامد، فریدون طوبی و منوچهر الیاسی در تأسیس جامعه روشنفکران به یشایایی و دانش راد ملحق شدند.
فعالیتهای این افراد باعث شد که گروهی از یهودیان به انقلاب ۵۷ نظر مثبت داشته باشند، رهبران قبلی جامعه یهودی که اکثراً صهیونیست و طرفدار اسرائیل بودند به کنار زده شوند و هفته نامه تموز منتشر شود.
در واقع، جامعه روشنفکران زاییده انقلابی درونی در جامعه یهودیان ایران علیه رهبری قدیمی که اکثراً صهیونیست و ثروتمند بودند به رهبری جوانان یهودی رادیکال، ضد سلطنت و ضدصهیونیست بود.
جامعه روشنفکران یهودی از ابتدا راه خود را از صهیونیسم جدا نمود و به شدت از اسرائیل انتقاد می‌کرد. پلاکاردهای بزرگی در ساختمانهای مرتبط با سازمان در حمایت از ایرانیان مسلمان ضد شاه نصب شده بود. این سازمان موفق شد که بسیاری پیشبینیهای بدبینانه که جامعه یهودیان به خاطر حمایت خود از شاه و اسرائیل توسط انقلابیون مورد آزار و کشتار قرار خواهد گرفت را تغییر داده و یهودیان ایران را به عنوان یکی از حامیان اصلی انقلاب ۵۷ معرفی کند. فعالیتهای جامعه روشنفکران در بین یهودیان ایران به شدت متفاوت بود. به‌طور مثال جامعه روشنفکران یهودیان دیداری با هانی الحسن یکی از رهبران جنبش مقاومت اسلامی فتاح در تهران برگزار کرد.
در ابتدا نظر اکثریت جامعه یهودیان ایران نسبت به سازمان مثبت نبود. سازمان با دعوت کردن انقلابیون غیریهودی به مجامع یهودی سعی می‌کرد نظر جامعه یهودیان ایران نسبت به انقلابیون که ظاهراً به شدت ضداسرائیل بودند را مثبت کند.
سازمان جامعه روشنفکران یهودی به یکی از مهم‌ترین طرفداران انقلاب ۵۷ تبدیل شد. هوشنگ ملامد در مورد این سازمان نوشته است: «جامعه روشنفکران یهودی، مهم‌ترین سازمان کلیمی در زمان انقلاب شد. افراد اساسی این سازمان، روشنفکر چپی و دانشجو بودند و بعد مردم زیادی به آن پیوستند.»
هفته نامه تموز نقش بسیار مهمی در ایجاد رابطه بین انقلابیون و جامعه یهودیان ایران داشت. در تموز سعی می‌شد بین اعیاد مذهبی یهودی و سرنگونی حکومت شاه ارتباط برقرار گردد و در مقالات متعدد سرنگونی حکومت شاه با آزادی یهودیان از مصر مقایسه می‌گردید. در شهریور، آذر و دی ۵۷ دیدارهای متعددی بین آیت‌الله طالقانی و جامعه یهودیان ایران انجام شد. در دیدار دی ۵۷ آیت‌الله طالقانی با آیت‌الله خمینی در پاریس تماس گرفت و در مورد کلیمیانی که حامی انقلاب هستند و همزمان با او در زندان بودند صحبت کرد. آیت‌الله خمینی درخواست بیانیه کتبی از این افراد نمود که منجر به بیانیه زیر در ۴ دی ۱۳۵۷ توسط جامعه روشنفکران شد:
```
همگام با نهضت راستین ملت ایران، روشنفکران جامعه یهودی ایران، با شرکت فعال در این جنبش ملت، یک‌بار دیگر همبستگی خود را با ملت ایران اعلام می‌دارند. از آن جایی که نفاق‌افکنان و عُمال استعمار از جمله صهیونیست‌ها می‌خواهند با ایجاد تفرقه در صفوف ملت ایران تسلط استعمار را بر ملل ستم دیده جهان باز هم طولانی‌تر کنند و اخیرا با تبلیغات وسیع سعی کرده‌اند خصوصیات نهضت ملی ایران را دگرگون جلوه داده و آن را یک حرکت ارتجاعی قلمداد کنند، لذا روشنفکران جامعه یهودی ایران با اعتقاد کامل به اصالت مبارزات مردم ایران و اهمیت نقش روحانیت در این مبارزات، روز شنبه ۲ دی ۱۳۵۷ در منزل حضرت آیت‌الله طالقانی حضور یافته و در خدمت ایشان یک بار دیگر همبستگی خود را با ملت ایران اعلام داشته و یادآور شدند که جامعه یهودی ایران در تمام مراحل مبارزات با ملت ایران همگام بوده و خواهد بود. روشنفکران یهودی خود را در جهت مبارزات ملت ایران می‌دانند. حضرت آیت‌الله طالقانی فرمودند که اقلیت‌های مذهبی برادران هموطن ما هستند و یهودیان ایران را به شرکت فعال در مبارزات ملی و همکاری با سایر برادران ایرانی تشویق نمودند.»"
[
۵
]
```

بعد از پیروزی انقلاب جامعه روشنفکران یهودی در 24 اردیبهشت 58 با آیت‌الله خمینی دیدار کرد. در این دیدار یشایایی، دانش راد، بروخیم و سه روحانی یهودی، آوریل داوودی، یدیدیا شوفط و عبدالله زرگریان شرکت کردند. در این دیدار آیت‌الله خمینی حمایت خود را از جامعه یهودیان ایران اعلام نمود.
اساسنامه جامعه روشنفکران ترکیبی بعضاً متضاد از هویت ایرانی و یهودی است. در این اساسنامه نظرهای گوناگون ملی‌گرایی، اسلام و یهود در هم آمیخته است. در بند چهارم آمده بود که باید حقوق مردم ایران، مسلمان و یهود، در پیروزی‌های انقلاب حفظ شود. در بند پنجم هم نوشته بودند که یهودیان ایران باید در عین حال که به جنگ امپریالیسم، استبداد و صهیونیسم برمی‌خیزند، باید بر ضد نژادگرایی و یهودستیزی نیز به مبارزه برخیزند.
امنون نتصر این گروه از یهودیان ایرانی را «روشنفکران رادیکال» که «چپ‌گرا و ضد صهیونیست» بودند اطلاق کرده است که جایگزین رهبران قدیمی جامعه یهودی شدند. این گروه از یهودیان چپ‌گرا با مهاجرت بیشتر یهودیان صهیونیست از ایران در سالهای حکومت آیت‌الله خمینی و بعد از آن، قدرت بیشتری در جامعه یهودی گرفتند و جایگزین رهبران قبلی این جامعه شدند.
سرانجام فعالیت‌های «جامعه روشنفکران کلیمی ایران» در سال ۱۳۶۸ عملاً متوقف شد و اعضای آن در این سال به انجمن کلیمیان رفتند و بیشتر اعضای «انجمن کلیمیان تهران» هم از اعضای جامعه روشنفکران بودند. از آن زمان انجمن کلیمیان به عنوان مرکزیت جامعه کلیمی ایران به لحاظ حقوقی و شرعی فعالیت خودش را شروع کرد و نمایندگی همه کلیمیان ایران را برعهده دارد.